# Mont-Saint-Jean (Aisne)
Mont-Saint-Jean ist eine französische Gemeinde mit 81 Einwohnern (Stand 1. Januar 2022) im Département Aisne in der Region Hauts-de-France (vor 2016 Picardie). Sie gehört zum Arrondissement Vervins, zum Kanton Hirson und zum Gemeindeverband Trois Rivières.

## Geographie
Die Gemeinde Mont-Saint-Jean liegt am Ostrand der Thiérache an der Grenze zum Département Ardennes, 20 Kilometer südöstlich von Hirson. Nachbargemeinden von Mont-Saint-Jean sind Logny-lès-Aubenton im Norden, Hannappes im Nordosten, Blanchefosse-et-Bay im Südosten, Brunehamel im Südwesten sowie Aubenton im Westen.

## Bevölkerungsentwicklung
| Jahr                       | 1962 | 1968 | 1975 | 1982 | 1990 | 1999 | 2006 | 2012 | 2022 |
| Einwohner                  | 119  | 96   | 82   | 77   | 82   | 76   | 70   | 78   | 81   |
| Quellen: Cassini und INSEE |      |      |      |      |      |      |      |      |      |

## Sehenswürdigkeiten

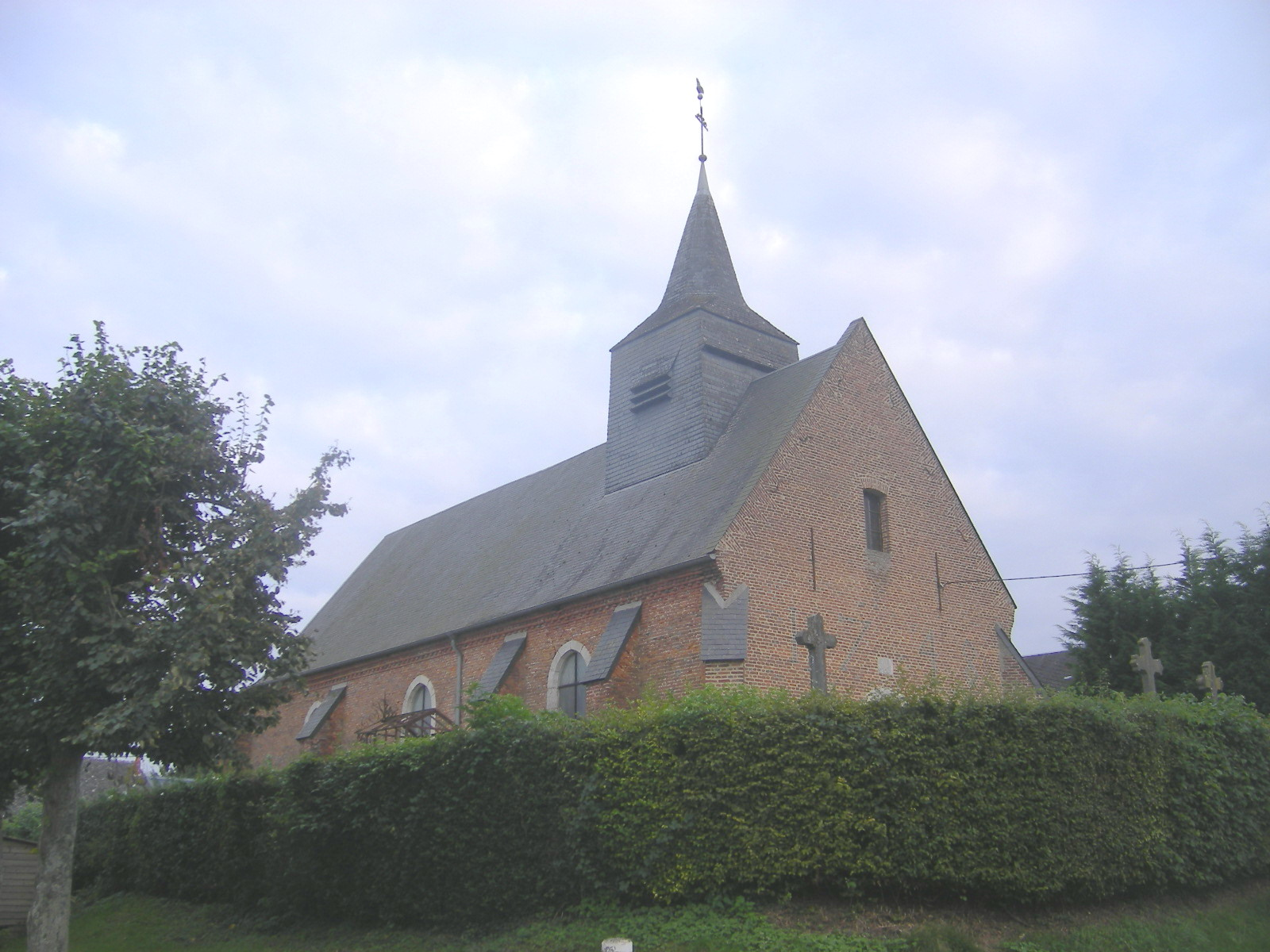
Kirche Saint-Jean-Baptiste

- Kirche Saint-Jean-Baptiste